# Пожарно-прикладной спорт
Пожарно-прикладной спорт — служебно-прикладной вид спорта, заключающийся в выполнении комплексов разнообразных приёмов, применяемых в практике тушения пожаров, как в индивидуальном, так и в групповом зачёте.

## История
Первые сведения о соревнованиях в подразделениях пожарной охраны НКВД СССР, ставших началом отечественного пожарно-прикладного спорта относятся к 1936 году, когда такие соревнования состоялись в Киеве .
В 1937 году среди работников пожарной охраны НКВД СССР состоялись первые в истории Всесоюзные соревнования по пожарно-прикладному спорту. В программе соревнований были следующие виды: подъём по штурмовой лестнице на 4 этаж учебной башни; установка выдвижной трёхколенной лестницы и подъём по ней на третий этаж учебной башни; преодоление 100-метровой полосы препятствий; пожарная эстафета шесть по 100 метров с тушением горящей жидкости, а также боевое развертывание. Кроме того, в программе первоначально были гимнастика, легкая атлетика и стрельба.
Послевоенное возрождение и развитие пожарно-прикладного спорта следует отнести к 1959 году, когда приказом МВД СССР были установлены звание «Мастер пожарно-прикладного спорта» и разрядные нормативы, начата работа всех Управлений пожарной охраны МВД СССР по созданию условий для развития этого вида спорта. Для этого пришлось приложить усилия как энтузиастов, так и должностных лиц. Например, на Южном Урале уже в мае 1960 года по инициативе начальника Управления пожарной охраны Челябинской области Г. Ф. Пацели при поддержке директора ЧЭМК В. Н. Гусарова было начато строительство учебной башни на стадионе ЧЭМК (улица Российская) для проведения на нём зональных соревнований в 1961 году. Для организации соревнований их главным судьей был назначен Пацеля, для чего ему была присвоена 2-я судейская категория. Это было сделано в основном для обеспечения присвоения по итогам соревнований (при выполнении нормативов участниками) звания «Мастер пожарно-прикладного спорта».
В 1964 году образована Федерация пожарно-прикладного спорта СССР.
В 1965 году состоялся первый чемпионат СССР по пожарно-прикладному спорту в г. Ленинграде.
С 1966 году проводятся регулярные ежегодные соревнования по пожарно-прикладному спорту среди различных спортивных обществ и ведомств.
В 1970 году внесены изменения в правила проведения соревнований. До 1970 г. спортсмены при выполнении упражнений должны были надевать на себя боевую одежду пожарного и снаряжение, которое включало в себя: металлическую каску военного образца, боевую одежду пожарного — куртку и брюки из грубого брезентового материала, широкий кожаный пояс с металлическим карабином, кирзовые сапоги. С принятием поправок в правила спортсменам разрешили использовать облегчённое спортивное снаряжение и одежду: пластиковые каски, лёгкие удобные комбинезоны, облегчённый пояс без карабина, легкоатлетические шиповки.
В 1971 г. в Единой Всесоюзной Спортивной Классификации появились нормативные требования к спортсменам, претендующим на звание «Мастера спорта международного класса» по пожарно-прикладному спорту.
С 1973 г. Международный технический комитет по предотвращению и тушению пожаров (CTIF) принял решение о регулярном (один раз в четыре года) проведении международных соревнований на Кубок КТИФ (CTIF), которые по сути являлись неофициальным Чемпионатом Европы по пожарно-прикладному спорту.
В 2001 году по инициативе России была создана Международная спортивная федерация пожарных и спасателей со штаб-квартирой в Москве.
12-14 апреля 2002 года в г. Зеленогорске прошёл первый Международный турнир по пожарно-прикладному спорту — кубок Азии.
13-16 сентября 2002 года в г. Москва состоялся I чемпионат мира среди пожарных и спасателей по пожарно-прикладному спорту. Первым чемпионом мира в подъёме по штурмовой лестнице стал Алексей Калинин с результатом 13.63 сек. 
В 2010 г. в Казани был проведен I Чемпионат Мира среди юношей по пожарно-спасательному спорту.
С 2014 года в соревнованиях по пожарно-прикладному спорту принимают участие девушки разных возрастных групп : младшая (13-14 лет), средняя (15-16 лет), старшая (17-18 лет), женщины (18+ лет).

## Спортивные дисциплины пожарно-прикладного спорта

### Программа соревнований для мужчин

#### Подъём по штурмовой лестнице в окно четвёртого этажа учебной башни
Соревнования в подъёме по штурмовой лестнице на этажи учебной башни проводятся в последовательности:
Спортсмен становится перед линией старта, проведённой в 32 м 25 см от основания учебной башни, не наступая на неё. Разрешается браться рукой (руками) в удобном для себя положении за штурмовую лестницу. По сигналу стартёра спортсмен стартует и поднимается на этажи учебной башни любым способом, не мешая спортсменам на других дорожках.
Запрещается производить «выброс» штурмовой лестницы из положения «стоя» на подоконнике. Финиш спортсмена фиксируется в тот момент когда спортсмен наступил на финишные площадки двумя ногами (на пол этажа) и замкнул контактное устройство (при электронном хронометраже);

#### Преодоление 100-метровой полосы с препятствиями
Соревнования по преодолению 100-метровой полосы с препятствиями проводятся в последовательности:
а) спортсмен со стволом становится перед линией старта, не наступая на неё (ствол находится в любом положении);
б) при беге по дистанции преодолевает забор, берёт рукава, преодолевает бревно (бум), соединяет рукава между собой, подбегает к разветвлению, присоединяет к нему рукавную линию и прокладывает её. Забор преодолевается без упора ногами о стойки и откосы крестовин. Рукава переносятся любым способом. Смыкание соединительных головок между собой, к разветвлению и стволу разрешается производить на месте и в движении по дистанции. При соскоке с бревна на землю до ограничительной линии спортсмен обязан вернуться и вновь преодолеть бревно. Запрещается переносить разветвление с места его установки;
в) после финиша все соединительные головки должны быть сомкнутыми;
г) спортсмен на финише должен удерживать рукавную линию таким образом, чтобы судьи могли убедиться в правильности смыкания соединительных головок ствола и рукава, в противном случае результат может быть не засчитан;
д) запрещается кому-либо касаться рукавов после команды стартера «Марш» или выстрела стартового пистолета.
Финиш спортсмена фиксируется в момент касания воображаемой плоскости финиша какой-либо частью туловища, исключая голову, шею, руки и ноги.

#### Двоеборье (подъём по штурмовой лестнице в 4-й этаж учебной башни и преодоление 100-метровой полосы с препятствиями)
Определение результата двоеборья производится по сумме очков, заработанных спортсменами в двух спортивных дисциплинах на личное первенство. В общекомандном зачёте учитывается.

#### Пожарная эстафета 4´100 м
Пожарная эстафета состоит из четырёх этапов по 100 метров.

Каждый спортсмен команды в эстафетном беге имеет право бежать только один этап. Эстафетой служит пожарный ствол. Последний спортсмен команды должен пересечь линию финиша со стволом.
Соревнования по пожарной эстафете проводятся в последовательности:
а) спортсмен со стволом и лестницей спортивной для пожарной эстафеты стоит перед линией старта (для юношей: лестница спортивная для пожарной эстафеты приставлена к домику);
б) по исполнительной команде или сигналу стартера спортсмен стартует. На последующих этапах спортсмены эстафеты стартуют самостоятельно;
в) первый этап: спортсмен, подбежав к домику, при помощи лестницы спортивной для пожарной эстафеты поднимается на крышу, передвигается по ней, спрыгивает на беговую дорожку за ограничительную линию, касаясь площадки. При приземлении до ограничительной линии спортсмен обязан вернуться и вновь преодолеть домик;
г) второй этап: спортсмен, приняв эстафету, преодолевает забор без упора ногами о стойки или откосы забора. В момент приземления спортсмена после преодоления забора поджигается горючая жидкость в противне; 
д) третий этап: спортсмен, приняв ствол, подбегает к рукавам, берёт их и преодолевает бревно, затем подбегает к разветвлению, присоединяет к нему рукавную линию и прокладывает её. Рукава переносятся любым способом. Смыкание рукавов между собой и со стволом разрешается производить на месте и в движении на дистанции. Ствол к рукаву присоединяется до «линии отмыкания» и отсоединяется за ней. При соскоке с бревна на землю до ограничительной линии спортсмен обязан вернуться и вновь преодолеть бревно. При пересечении линии отмыкания ствола спортсмен должен удерживать рукавную линию таким образом, чтобы судьи могли убедиться в правильности смыкания соединительных головок ствола и рукавов. Место нахождения рукавной линии после отсоединения ствола не учитывается. После передачи эстафеты (пожарный ствол) спортсмену четвёртого этапа соединительные полугайки рукавов (и рукава к разветвлению) должны быть сомкнуты;
ж) четвёртый этап: спортсмен, приняв эстафету, подбегает к огнетушителю, берёт его, подносит к противню и тушит горящую жидкость. Оставлять огнетушитель в противне после ликвидации горения жидкости запрещается.
Финиш команды фиксируется в момент касания воображаемой плоскости финиша последним участником какой-либо частью туловища, исключая голову, шею, руки и ноги.

#### Боевое развертывание
После сигнала «Старт» участники пробегают расстояние до щита на котором уложено пожарно-техническое вооружение, соединяют магистральную линию с мотопомпой, разветвлением и прокладывают две рабочие линии по одному рукаву, ствольщики выходят на позицию до ограничительной линии (45 м от центра щита). Одновременно соединяют всасывающий рукав к заборной сетке и мотопомпе (заборная сетка присоединяется к всасывающему рукаву до погружения её в ёмкость с водой). После выполнения упражнения судьей у щита проверяется соединение сетки с рукавом. Производится запуск мотопомпы и забор воды из резервуара (ёмкостью 1000 л) и подача её по рукавным линиям. Упражнение считается выполненным после того, как ствольщики наполнят ёмкости двух мишеней (по 10 л каждая).

### Программа соревнований для юношей
- подъём по штурмовой лестнице на 2-й этаж учебной башни для юношей младшей возрастной группы (13-14 лет);
- подъём с штурмовой лестницей на 2-й этаж учебной башни для юношей средней возрастной группы (15-16 лет);
- подъём с штурмовой лестницей на 3-й этаж учебной башни для юношей старшей возрастной группы (17-18 лет);
- преодоление 100-метровой полосы с препятствиями для юношей младшей возрастной группы (13-14 лет);
- преодоление 100-метровой полосы с препятствиями для юношей средней возрастной группы (15-16 лет);
- преодоление 100-метровой полосы с препятствиями для юношей старшей возрастной группы (17-18 лет);
- пожарная эстафета 4*100 м;
- боевое развертывание.

## Одежда, снаряжение и обувь участников
Спортсмены выступают во всех спортивных дисциплинах в специальных спортивных костюмах, в пожарных или спортивных касках, с пожарно-спортивным поясом без карабина и топора, в специальной обуви на обе ноги.
Снаряжение и покрой одежды должны отвечать следующим требованиям:
а) костюм спортивный из материала, непрозрачного даже в мокром состоянии. Низ рукавов должен быть на уровне кистей рук, низ брюк не выше 10 см от уровня земли;
б) специальная обувь предназначается для защиты ног и прочного контакта с поверхностью дорожки. Обувь не должна быть специальной конструкции, дающей спортсмену какое-либо преимущество перед другими спортсменами. На подошве и каблуке разрешается иметь насечки, углубления, зубцы или выступы. На подошве и каблуке разрешается иметь шипы или гнёзда к ним.
в) пояс пожарный спортивный, шириной не менее 50 мм, должен иметь пряжку.
Цвет спортивной (боевой) одежды, касок (в командных видах) должен быть одинаков для всей команды (кроме спортсмена на 4-м этапе пожарной эстафеты), одежда должна быть чистой, аккуратно подогнанной.
Спортсмен 4-го этапа пожарной эстафеты должен быть в рукавицах и перчатках, лицо предохраняется защитным козырьком (забралом) или другим приспособлением. При тушении горящей жидкости забрало должно быть опущенным.

## Пожарное оборудование используемое спортсменами
К пожарному оборудованию предъявляются следующие требования:
а) лестница штурмовая: вылет крюка — не менее 40 см, вес — не менее 8,5 кг, количество ступенек — 13.
б) лестница для пожарной эстафеты (лестница-палка): вес — не менее 8,5 кг;
в) рукава пожарные (пара): льняные, синтетические и т. д., длина — не менее 19 м, ширина — не менее 60 мм, вес — не менее 5 кг (для юношей младшей возрастной группы — не менее 4 кг). Разрешается применять металлические и пластмассовые соединительные головки «РОТ». Разрешается на рукавах иметь накладки (вставки), исключающие их падение при установке на беговой дорожке, которые должны быть надёжно закреплены на рукавах. Наличие уплотнительных прокладок на соединительных головках обязательно;
г) ствол пожарный: длина — не менее 25 см, вес — не менее 0,4 кг, ленточная лямка (шнур) — длиной не более 0,5 м;
д) разветвление трёхходовое пожарное: с одним центральным вентилем и всеми соединительными головками, на опорных стойках (количество стоек — не более 4, диаметр стойки — не более 4 см) устанавливается произвольно на беговой дорожке. Расстояние от нижнего клыка соединительной головки до покрытия беговой дорожки должно быть не более 6 см. Вертикальная плоскость полугайки к горизонтали беговой дорожки должна быть под прямым углом.
е) В пожарной эстафете на четвёртом этапе применяются порошковые огнетушители с весом заряда 5+1 кг, общий вес огнетушителя с зарядом не более 10 кг.
Ж) трехколенная лестница, ограничение в 40 кг.

## Рекорды мира
По состоянию на 1 января 2025 года
| Вид упражнения                                         | Время | Спортсмен / Команда                                                        | Соревнование                                                                                                | Дата |
| ------------------------------------------------------ | ----- | -------------------------------------------------------------------------- | --- | ---- |
| Подъём по штурмовой лестнице на 4-й этаж учебной башни | 12,47 | Хабибулин Артем( Российская Федерация) Уколов Никита (Республика Беларусь) | XIX Чемпионат мира среди мужчин по пожарно-спасательному спорту, г. Харбин ( Китайская Народная Республика) | 2024 |
| Преодоление 100-метровой полосы с препятствиями        | 14,70 | Клвана Даниел ( Чешская Республика                                         | XV Чемпионат мира среди мужчин по пожарно-спасательному спорту г.Саратов (Российская Федерация)             | 2019 |
| Двоеборье                                              | 27,61 | Владимир Сидоренко ( Российская Федерация)                                 | XIV Чемпионат мира среди мужчин по пожарно-спасательному спорту г.Банска-Бистрица (Словацкая Республика)    | 2018 |
| Пожарная эстафета                                      | 52,92 | Сборная команда Российской Федерации                                       | XIV Чемпионат мира среди мужчин по пожарно-спасательному спорту г.Банска-Бистрица (Словацкая Республика)    | 2018 |
| Боевое развёртывание                                   | 25,14 | Чехия                                                                      | VIII чемпионат мира                                                                                         | 2012 |

Источник: https://web.archive.org/web/20150405225333/http://www.interfiresport.com/ru/activity/highscore/
https://mvs.gov.ua/uk/news/news/U_CHehii_rozpochavsya_finalniy_den_CHempionatu_svitu_z_pozhezhno_prikladnogo_sportu_FOTO_2458